# Irvingia smithii
Irvingia smithii är en tvåhjärtbladig växtart som beskrevs av Joseph Dalton Hooker. Irvingia smithii ingår i släktet Irvingia och familjen Irvingiaceae. Inga underarter finns listade i Catalogue of Life.